# Circonscription du Val de Saône
Pour un article plus général, voir Liste des circonscriptions métropolitaines de Lyon.
La circonscription du Val de Saône est l'une des 14 circonscriptions métropolitaines que compte la métropole de Lyon, située en région Auvergne-Rhône-Alpes.
Elle est représentée au conseil de la métropole de Lyon par 14 conseillers métropolitains, elle a été créée en 2020 pour la tenue des premières élections métropolitaines.

## Description géographique
La circonscription ainsi que son nombre de conseillers sont définis par l'annexe tableau n°8 du code électoral. Elle comprend les communes suivantes :
- Albigny-sur-Saône
- Cailloux-sur-Fontaines
- Champagne-au-Mont-d'Or
- Collonges-au-Mont-d'Or
- Couzon-au-Mont-d'Or
- Curis-au-Mont-d'Or
- Dardilly
- Écully
- Fleurieu-sur-Saône
- Fontaines-Saint-Martin
- Fontaines-sur-Saône
- Genay
- Limonest
- Lissieu
- Montanay
- Neuville-sur-Saône
- Poleymieux-au-Mont-d'Or
- Quincieux
- Rochetaillée-sur-Saône
- Saint-Cyr-au-Mont-d'Or
- Saint-Didier-au-Mont-d'Or
- Saint-Germain-au-Mont-d'Or
- Saint-Romain-au-Mont-d'Or
- Sathonay-Village
- La Tour-de-Salvagny

## Historique des élections

### Élection de 2020
|                                           |                          |                          |              |              |             |             |        |  |  |
| Tête de liste                             | Tête de liste            | Liste                    | Premier tour | Premier tour | Second tour | Second tour | Sièges |  |  |
| Tête de liste                             | Tête de liste            | Liste                    | Voix         | %            | Voix        | %           | Sièges |  |  |
|                                           | Marc Grivel              | LREM diss. - PRG         | 7 615        | 25,07        | 9 032       | 36,84       | 10     |  |  |
| Synergies Métropole - Ensemble avant tout |                          |                          | 7 615        | 25,07        | 9 032       | 36,84       | 10     |  |  |
|                                           | Renaud George            | LREM - MoDem - UDI       | 6 124        | 20,16        | 8 200       | 33,44       | 2      |  |  |
| Un temps d'avance                         |                          |                          | 6 124        | 20,16        | 8 200       | 33,44       | 2      |  |  |
|                                           | Yves-Marie Uhlirch       | LR                       | 5 505        | 18,12        | 8 200       | 33,44       | 2      |  |  |
| Pour une Métropole juste                  |                          |                          | 5 505        | 18,12        | 8 200       | 33,44       | 2      |  |  |
|                                           | Jérémy Camus             | EÉLV                     | 5 933        | 19,53        | 7 286       | 29,72       | 2      |  |  |
| Maintenant la Métropole pour nous         |                          |                          | 5 933        | 19,53        | 7 286       | 29,72       | 2      |  |  |
|                                           | Christophe Boudot        | RN - PCD                 | 2 607        | 8,58         |             |             |        |  |  |
| La Métropole du bon sens                  |                          |                          | 2 607        | 8,58         |             |             |        |  |  |
|                                           | Pierre Robin             | PS - PCF - G.s - ND - PP | 1 492        | 4,91         |             |             |        |  |  |
| C'est la gauche unie                      |                          |                          | 1 492        | 4,91         |             |             |        |  |  |
|                                           | Émilio Ruiz Colechar     | DVC                      | 836          | 2,75         |             |             |        |  |  |
| Positivons Lyon Métropole                 |                          |                          | 836          | 2,75         |             |             |        |  |  |
|                                           | Muriel Vander Donckt     | LO                       | 267          | 0,88         |             |             |        |  |  |
| Faire entendre le camp des travailleurs   |                          |                          | 267          | 0,88         |             |             |        |  |  |
|                                           |                          |                          |              |              |             |             |        |  |  |
| Votes valides                             | Votes valides            | Votes valides            | 30 379       | 97,87        | 24 518      | 97,97       |        |  |  |
| Votes blancs                              | Votes blancs             | Votes blancs             | 288          | 0,93         | 332         | 1,33        |        |  |  |
| Votes nuls                                | Votes nuls               | Votes nuls               | 372          | 1,20         | 175         | 0,70        |        |  |  |
| Total                                     | Total                    | Total                    | 31 039       | 100          | 25 025      | 100         | 14     |  |  |
| Abstention                                | Abstention               | Abstention               | 48 434       | 60,94        | 54 599      | 68,57       |        |  |  |
| Inscrits / participation                  | Inscrits / participation | Inscrits / participation | 79 473       | 39,06        | 79 624      | 31,43       |        |  |  |